# (1881) Shao
(1881) Shao es un asteroide perteneciente al cinturón de asteroides descubierto el 3 de agosto de 1940 por Karl Wilhelm Reinmuth desde el observatorio de Heidelberg-Königstuhl, Alemania.

## Designación y nombre
Shao fue designado inicialmente como 1940 PC.
Más adelante se nombró en honor del astrónomo chino Cheng-yuan Shao (1927-2005).

## Características orbitales
Shao está situado a una distancia media de 3,165 ua del Sol, pudiendo alejarse hasta 3,505 ua y acercarse hasta 2,824 ua. Tiene una inclinación orbital de 9,864° y una excentricidad de 0,1076. Emplea 2056 días en completar una órbita alrededor del Sol.